# Schoolplan
Een schoolplan is in Nederland een wettelijk voorgeschreven document waarin de scholen in primair- en voortgezet onderwijs eens in de vier jaar hun beleid met betrekking tot de kwaliteit van onderwijs beschrijven.

## Inleiding
Nederlandse scholen zijn sinds 1998 wettelijk verplicht om systematisch de kwaliteit van het onderwijs te bewaken en maatregelen te nemen om de kwaliteit te behouden en zo nodig te verbeteren. In dat kader moeten scholen de volgende documenten opstellen: het schoolplan, de schoolgids en de klachtenregeling. Een school dient hiermee te laten zien dat voldaan wordt aan alle wettelijke eisen. De Inspectie van het Onderwijs controleert inhoud en toepassing. 

## Schooldocumentatie
Het bevoegd gezag stelt ten minste eenmaal in de vier jaar het schoolplan vast. De medezeggenschapsraad (MR) op school heeft een instemmingsrecht bij het vaststellen of wijzigen van het schoolplan.
Het bevoegd gezag zendt het schoolplan dan wel de wijzigingen daarvan en de schoolgids onmiddellijk na de vaststelling aan de inspecteur. Het bevoegd gezag van een school legt elke twee jaar in een reglement, leerlingenstatuut genaamd, de rechten en plichten van de leerlingen vast. In het leerlingenstatuut worden in elk geval voorschriften opgenomen, strekkende tot handhaving van de goede gang van zaken binnen de school en, de wijze waarop uitvoering wordt gegeven aan de bescherming van gegevens uit de persoonlijke levenssfeer.

## Verantwoording
Het onderwijsveld kwam steeds meer in verzet tegen de toenemende bureaucratie en bijbehorende administratieve lasten. Dit leidde in 1998 bij de invoering van de Wet op het primair onderwijs (WPO) tot een ander systeem, meer toegespitst op de praktijk. Het hield onder meer in dat het schoolwerkplan werd vervangen door het schoolplan waarvan de eisen minder specifiek zijn en minder vaak hoeft te worden opgesteld. Sinds het schooljaar 1999/2000 moet elke school in het primair en voortgezet onderwijs eens in de vier jaar een schoolplan opstellen. Het vierjaarlijkse schoolplan is een (beleids)document waarin de school het beleid van de kwaliteit van het onderwijs beschrijft. Het gaat hier om onderwijskundig beleid, personeelsbeleid en interne kwaliteitszorg. Het schoolplan is tevens een document waarin de school verantwoording aflegt aan de Inspectie van het Onderwijs over het schoolbeleid. Het aantal verplichte onderdelen van het schoolplan is beperkt tot deze drie.

## Kwaliteitsbeleid
Het schoolplan dient als stimulans om integraal kwaliteitsbeleid te voeren, en vormt de basis voor de dialoog binnen de school over dat beleid. Het schoolplan is tevens een document waarin de school verantwoording aflegt naar de Inspectie van het Onderwijs over het schoolbeleid. Voorbeelden van onderwerpen die in het schoolplan aan de orde komen zijn als het gaat om het onderwijskundig beleid: de gehanteerde methoden en ontwikkelingsmaterialen en de wijze waarop de school tegemoetkomt aan leerlingen met specifieke onderwijsbehoeften. Bij het personeelsbeleid gaat het onder meer om nascholing, begeleiding en verdeling van de taken en werkzaamheden over het personeel. Bij de interne kwaliteitszorg gaat het onder meer om het verzamelen van gegevens over de kwaliteit van het onderwijs, bijvoorbeeld door de leerresultaten in kaart te brengen of door ouders en leerlingen te enquêteren over de sterke en zwakke plekken in het onderwijs. Ook gaat het om een beschrijving van de maatregelen die de school neemt om de kwaliteit te verbeteren.